# Финн, Мишель
Мишель Финн (англ. Michelle Finn-Burrell; род. 8 мая 1965) — американская легкоатлетка, специализирующаяся в спринте, олимпийская чемпионка 1992 года.

## Биография
На чемпионате мира по легкой атлетике в помещении она заняла пятое место в беге на 60 метров в Индианаполисе в 1987 году и в Севилье в 1991 году. На Олимпийских играх 1992 года в Барселоне она заняла седьмое место на дистанции 200 метров и выиграла золото в эстафете 4 на 100 метров, в которой она выступала в команде США в забеге вперед. В год после этого она собрала более 100 человек на чемпионате мира в Штутгарте и 200 метров в полуфинал, завоевав серебро в эстафете 4 на 100 метров. С 1990 по 1992 год она трижды подряд становилась чемпионкой страны в беге на 60 метров. В 1990 году на открытом воздухе она стала чемпионкой США на дистанции 100 метров.